# Калинович Іван Олексійович
Калинович Якинт (в миру Калинович Іван; 1726, Довжок — 11 квітня 1781, с. Щеплоти, тепер Львівської області) — український живописець, монах-василіянин.

## Життєпис
Народився в с. Довжок на Поділлі (нині, мабуть, Кам'янець-Подільського р-ну Хмельницької обл.). Був сином Олександра і Анастасії, рідним братом Сави Калиновича.
14 вересня 1751 року вступив до Почаївського монастиря, де після року новіціятської проби склав монаші обіти 1 жовтня 1752 р. Залишений у Почаєві для виконання малярських робіт. У березні 1753 р. в церкві Жидичинського монастиря луцький єпископ Сильвестр Рудницький рукоположив його на священника. Далі займався малярським ремеслом у Почаєві, звідки його було викликано у Литву до розпорядження настоятелів, які доручили йому певні малярські роботи. Безупинна праця надірвала силу його зору, внаслідок чого він залишив художнє ремесло.
На початку 1770-х рр. був вікарієм Золочівського василіянського монастиря, а в 1775—1781 виконував обов'язки захристіянина у Щеплотському монастирі.
Помер в с. Щеплоти, тепер Яворівський район, Львівської області, Україна.

## Мистецька спадщина
Близько 1771 року, проживаючи в Золочеві, написав (ймовірно) портрет канівського старости Миколи Василя Потоцького, який нині перебуває в Тернопільському обласному краєзнавчому музеї).
Для Крехівського монастиря виконав образи св. Івана Золотоустого, св. Теклі, св. ап. Тадея, св. Йосифа і св. Яна Непомука.